# Cuatro Grados Norte

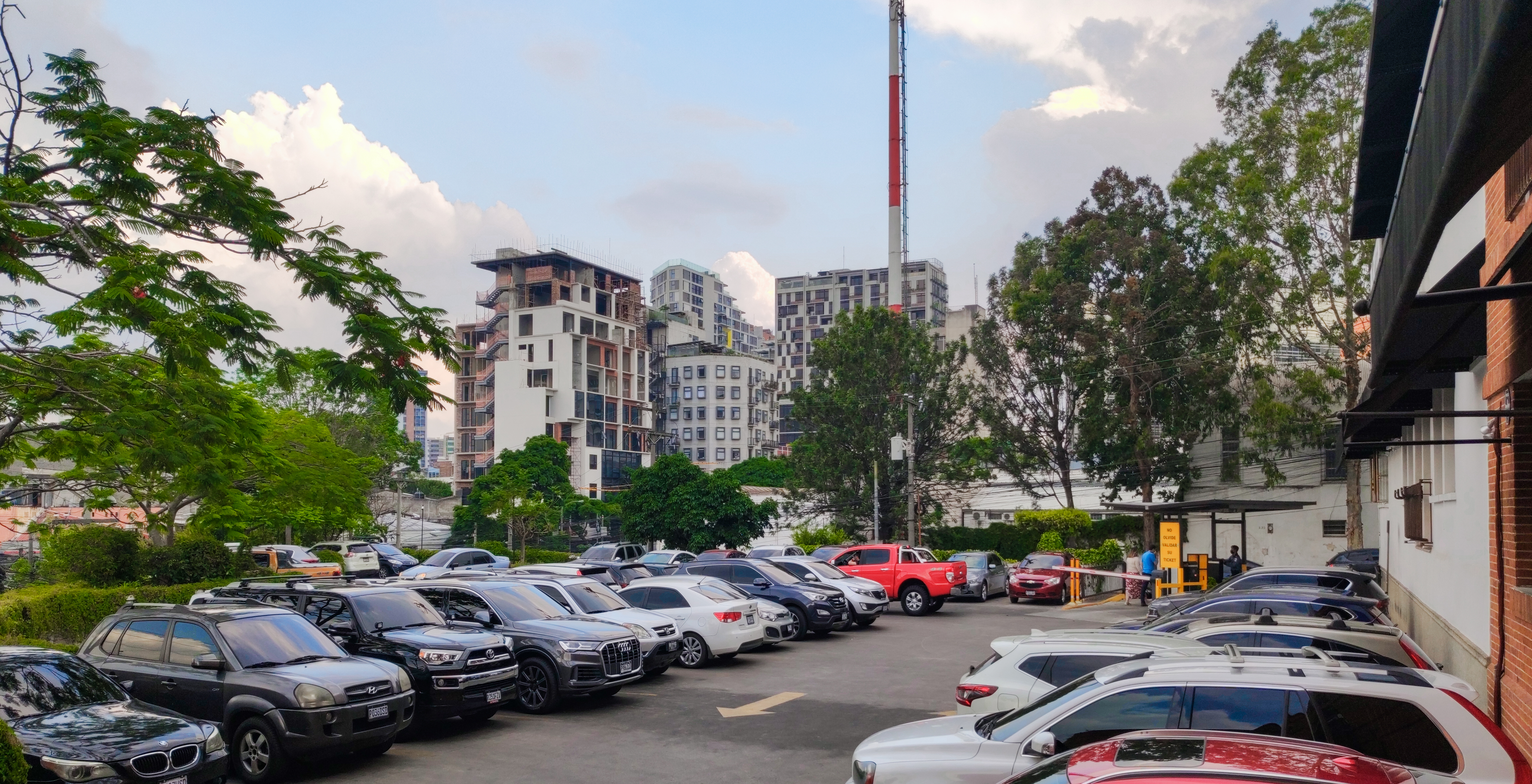
Cuatro Grados Norte, ubicado en la zona 4 de la Ciudad de Guatemala.

Cuatro Grados Norte, 4º Norte, es un distrito cultural ubicado en la zona 4 de la Ciudad de Guatemala . Fue un proyecto del municipio para convertir esta zona en una atractiva zona peatonal en 2002. Además, se crearon muchas áreas verdes y ciclovías. Hoy en día, el distrito también cuenta con bares, restaurantes, compras y actividades culturales y se ha convertido en una de las áreas de moda y de mente abierta de la ciudad, compitiendo con Zona Viva en la zona 10.  .